# Euparatettix avellanitibis
Euparatettix avellanitibis är en insektsart som beskrevs av Zheng, Z. och G. Jiang 2006. Euparatettix avellanitibis ingår i släktet Euparatettix och familjen torngräshoppor. Inga underarter finns listade i Catalogue of Life.